# Build the Earth
Build the Earth（ビルド・ジ・アース、BTE）は、サンドボックスゲームの『Minecraft』内で実物大の地球を制作することに特化したプロジェクトである。

## 歴史
Build the Earthは、YouTuberのPippenFTSが2020年3月にビデオゲーム『Minecraft』内で地球を再現することを目的として作成した。このサーバーでは、COVID-19によるロックダウンの間、プレイヤーに世界を仮想体験し、建築する機会を提供していた。PippenFTSはYouTubeの動画内で今後の参加者に対して、地球と同じ基本的な地形モデル上に人工構造物を再現するよう呼びかけた。プロジェクト内での調整を支援するために作成されたDiscordサーバーは、2020年4月までに10万人を超えるユーザーが参加した。
当初は、メルカトル図法を使用して地形を生成しようとしたが失敗したため、ダイマクション地図の修正版を使用することになった。海洋が大きく歪むという代償を払って、陸地の歪みを最小限に抑えることが優先された。
『Minecraft』の開発元であるMojang Studiosは、 2020年のアースデイに自社のウェブサイトでこのプロジェクトを紹介した。2020年7月、YouTuberのMrBeastは、他の50人の参加者とともにBuild the Earth内でMrBeastの故郷であるノースカロライナ州ローリーを建設する動画を公開した。
2020年には、Daniel Tanによってタージ・マハルの実物大の再現がサーバー上で完成した。2022年には、2,000人を超えるプレイヤーのチームが、ナショナル・セプテンバー11メモリアル&ミュージアムやニューヨーク郡裁判所、セント・パトリック大聖堂、ソーホーなどの名所を含むニューヨーク市の多くの場所を実物大で再現した。また、400人を超えるプレイヤーのチームが、アルガルヴェ・インターナショナル・サーキットを含むポルトガルの複数の建物を建設した。

## ソフトウェア
Build The Earthプロジェクトは、主に「Cubic Chunks」と「Terra++」の2つのMinecraftのMODに依存している。「Cubic Chunks」は、一定の高さを超える構造物を建設する際にゲーム内での高さの制限を解除し、「Terra++」は、オープンストリートマップなどの地理データサービスからの情報を使用して、自動的に地形を生成し、建築プロセスを容易にする役割がある。当初は、「Terra++」ではなく「Terra 1-to-1 mod」を使用していた。PippenFTSは、「Cubic Chunks modがMinecraftの高度制限を打ち破ったことで、縮小することなく、Minecraftでそのままの地球を体験できるようになった」と述べている。